# Pleurogyrus cheboyganensis
Pleurogyrus cheboyganensis är en stekelart som först beskrevs av Butcher 1933.  Pleurogyrus cheboyganensis ingår i släktet Pleurogyrus och familjen brokparasitsteklar. Inga underarter finns listade i Catalogue of Life.